# Punta Carmen du Tacul
La Punta Carmen du Tacul (4.114 m s.l.m. - detta anche più semplicemente Punta Carmen) è la seconda per altezza delle Aiguilles du Diable nel Gruppo del Mont Blanc du Tacul.

## Caratteristiche

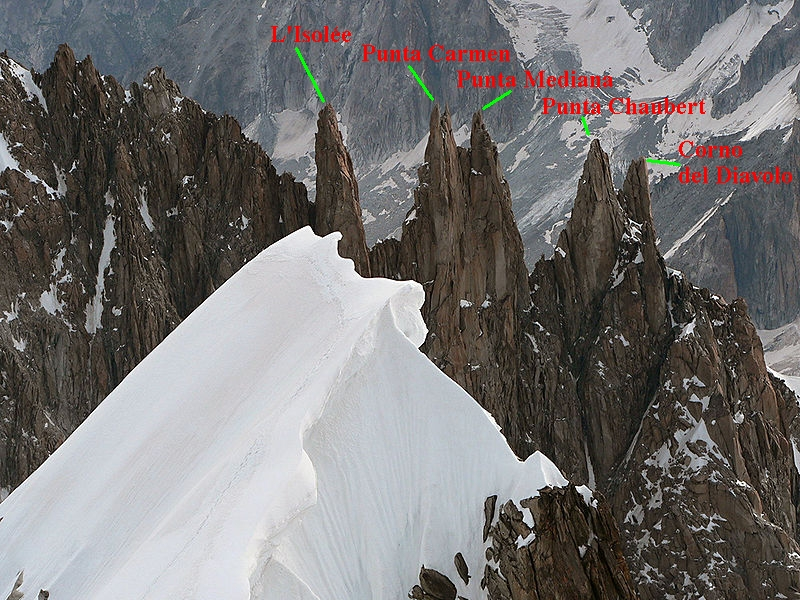
Indicazione della posizione della Punta Carmen e delle altre Aiguilles du Diable. Si nota la vetta vera e propria e l'anticima orientale.

Le Aiguilles du Diable sono 5 speroni rocciosi particolarmente evidenti posti lungo la Cresta del Diavolo, cresta che dal Mont Blanc du Tacul scende verso sud-est. Tutte e 5 le Aiguilles du Diable sono inserite nell'elenco dei 4000 delle Alpi.
La Punta Carmen si trova sul filo della Cresta del Diavolo. Perciò salendo la cresta del Diavolo deve sempre essere percorsa.
La Punta Carmen è composta di un'anticima orientale e della vetta vera e propria posta ad occidente.

## Ascensione alla vetta
La prima ascensione alla vetta risale al 13 agosto 1923 ad opera di H. Bregeault, Paul Chevalier e Jacques de Lépiney.
Per arrivare alla base della montagna vi sono sostanzialmente due possibilità. Si può, dopo aver raggiunto la vetta del Mont Blanc du Tacul, percorrere in discesa la parte alta della Cresta del Diavolo fino ad arrivare alla Breche du Diable. In alternativa partendo dal basso si raggiunge il Circle Maudit, poi il Col du Diable (3955 m) e superate le più basse Aiguilles du Diable si raggiunge la Breche Carmen.